# Ольховка (Логойський район)
Ольховка (біл. Альхоўка) — село в Білорусі, в Логойському районі Мінської області, підпорядковане Янушковицькій сільській раді.
Село Ольховка розташоване в північній частині Мінської області - орієнтовне розташування [Архівовано 26 травня 2020 у Wayback Machine.].